# Agricultura de subsistencia

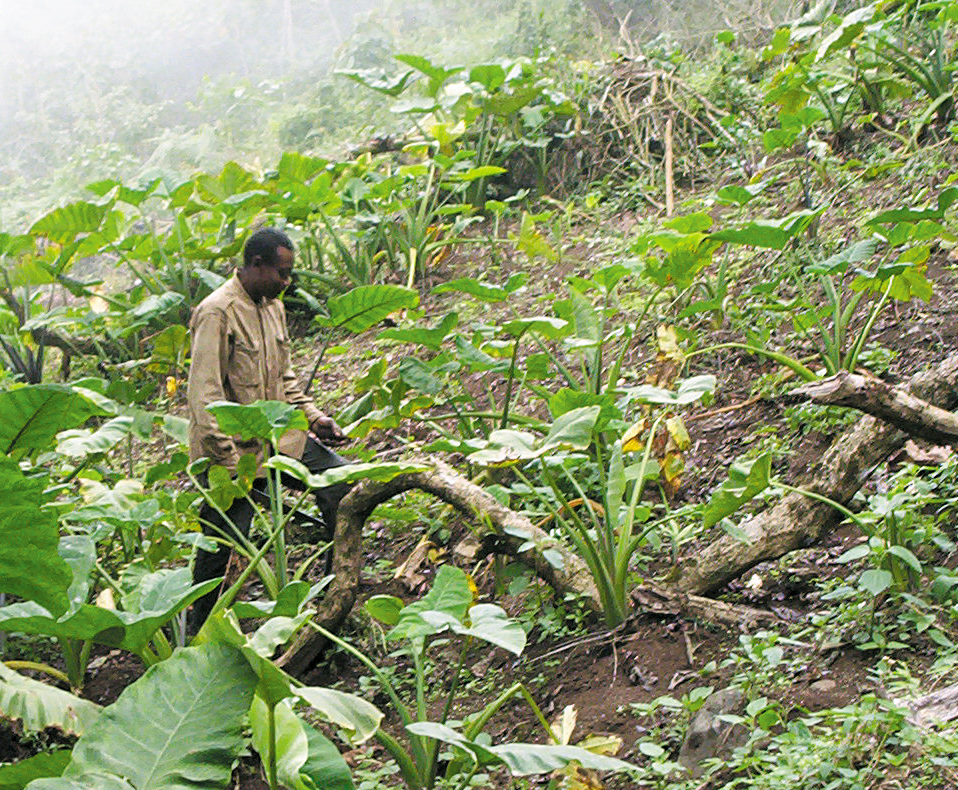
Un agricultor bakweri trabajando en su campo de taro en las laderas del monte Camerún (2005)

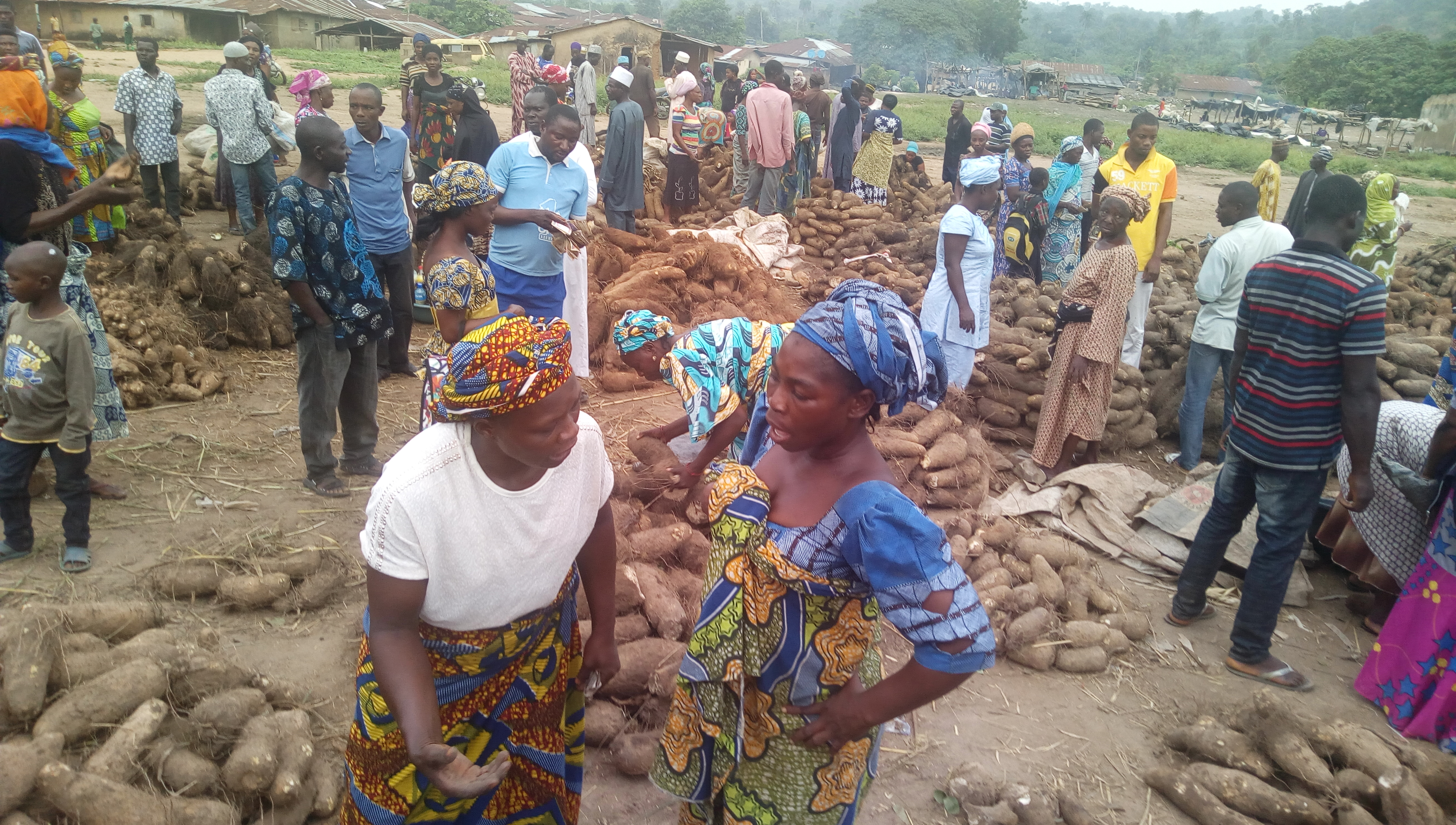
Agricultores de subsistencia vendiendo sus productos

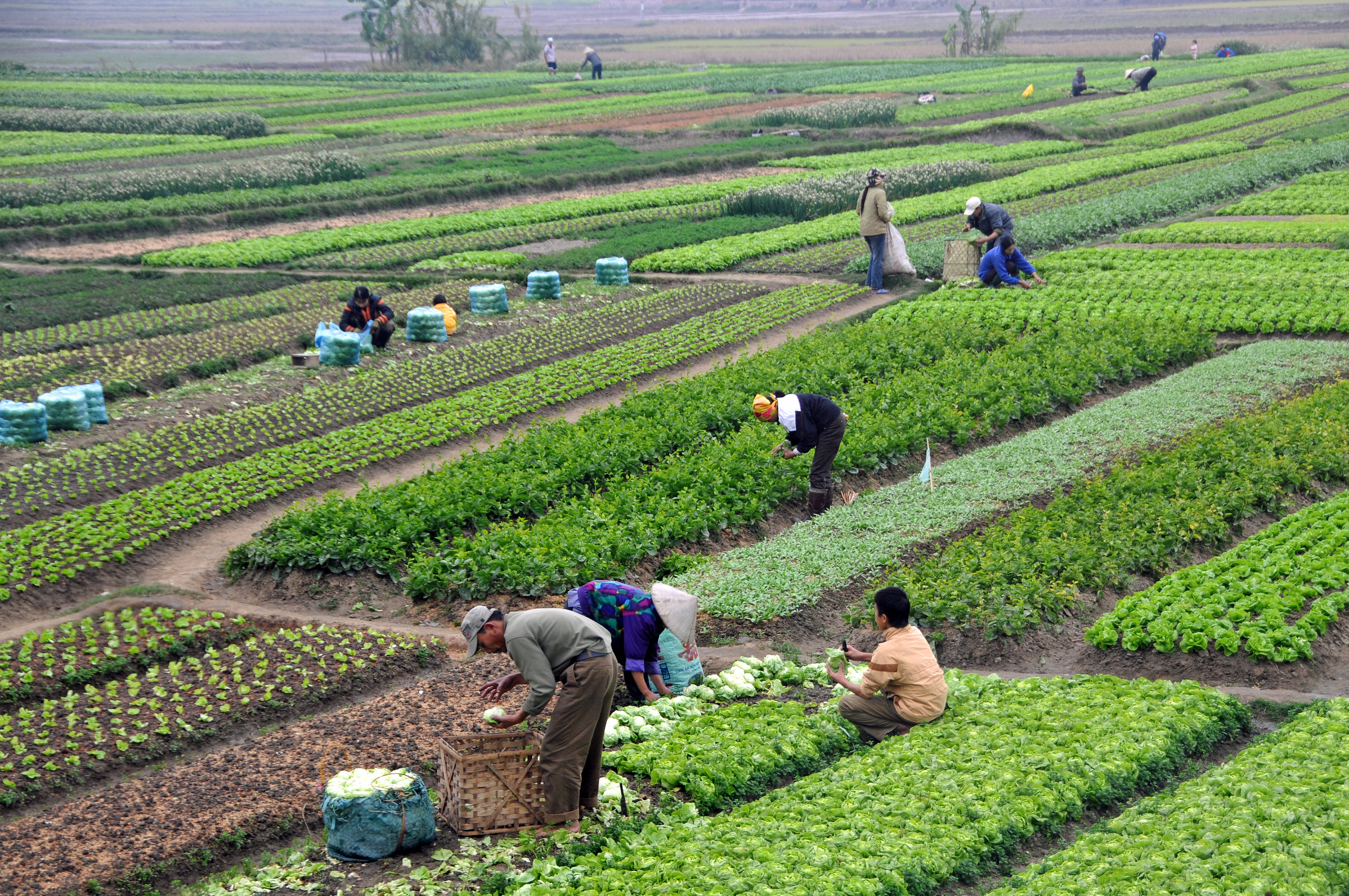
Agricultura en Vietnam

La agricultura de subsistencia es la que ocurre cuando los agricultores cultivan alimentos para satisfacer sus necesidades y las de sus familias en pequeñas propiedades. Los agricultores de subsistencia tienen como objetivo la producción agrícola para sobrevivir y para satisfacer principalmente las necesidades locales, con poco o ningún excedente. Las decisiones de plantación se toman principalmente con miras a lo que la familia necesitará durante el próximo año, y solo en segundo lugar a los precios de mercado.  
"Los campesinos de subsistencia son personas que cultivan lo que comen, construyen sus propias casas y viven sin hacer compras regulares en el mercado".
A pesar de la primacía de la autosuficiencia en la agricultura de subsistencia, la mayoría de los agricultores de subsistencia también participan en el comercio hasta cierto punto, aunque generalmente para bienes que no son necesarios para la supervivencia, que pueden incluir azúcar, planchas de hierro para techos, bicicletas, ropa usada, etc. La mayoría de los agricultores de subsistencia operan hoy en países en desarrollo. Aunque su volumen de comercio medido en efectivo es menor que el de los consumidores en países con mercados modernos y complejos, muchos tienen importantes contactos comerciales y artículos comerciales que pueden producir debido a sus habilidades especiales o acceso especial a recursos valorados en el mercado.
La agricultura de subsistencia generalmente presenta: necesidades de capital/financiamiento pequeñas, cultivos mixtos, uso limitado de agroquímicos (por ejemplo, pesticidas y fertilizantes), variedades no mejoradas de cultivos y animales, poco o ningún excedente de rendimiento para la venta, uso de herramientas crudas/tradicionales (por ejemplo, azadas y machetes), principalmente la producción de cultivos alimentarios, realizada en pequeñas parcelas de tierra dispersas, la dependencia de mano de obra no calificada (a menudo miembros de la familia) y (generalmente) bajos rendimientos.

## Historia
La agricultura de subsistencia fue el modo de producción dominante en el mundo hasta hace poco, cuando se generalizó el capitalismo de mercado.
La agricultura de subsistencia había desaparecido en gran medida en Europa al comienzo de la Primera Guerra Mundial y en América del Norte con el movimiento de aparceros y agricultores arrendatarios del sur y el medio oeste de Estados Unidos durante las décadas de 1930 y 1940. En Europa central y oriental, la agricultura de subsistencia y semisubsistencia reapareció dentro de la economía en transición desde aproximadamente 1990, pero disminuyó en importancia (o desapareció) en la mayoría de los países con la adhesión a la UE en 2004 o 2007.

## Prácticas contemporáneas
La agricultura de subsistencia continúa hoy en gran parte de las zonas rurales de África y partes de Asia y América Latina. En 2015, alrededor de 2000 millones de personas (algo más del 25% de la población mundial) en 500 millones de hogares que viven en áreas rurales de países en desarrollo sobreviven como "pequeños agricultores", trabajando menos de 2 hectáreas (5 acres) de tierra. Alrededor del 98% de los agricultores de la China trabajan en pequeñas granjas, y China representa alrededor de la mitad del total de granjas del mundo. En India, el 80% del total de agricultores son pequeños agricultores; Etiopía y Asia tienen casi el 90% siendo pequeños agricultores; mientras que México y Brasil registraron tener 50% y 20% también siendo pequeños agricultores.
Las áreas donde la agricultura de subsistencia se practica en gran medida en la actualidad, como la India y otras regiones de Asia, han experimentado un declive reciente en la práctica. Esto se debe a procesos como la urbanización, la transformación de la tierra en áreas rurales y la integración de formas capitalistas de agricultura. En la India, el aumento de la industrialización y la disminución de la agricultura rural ha llevado al desempleo rural y al aumento de la pobreza de las personas pertenecientes a los grupos de castas inferiores. Aquellos que pueden vivir y trabajar en áreas urbanizadas pueden aumentar sus ingresos, mientras que aquellos que permanecen en áreas rurales sufren grandes disminuciones, razón por la cual no hubo una gran disminución de la pobreza. Esto amplía efectivamente la brecha de ingresos entre las castas inferiores y superiores y hace que sea más difícil para los habitantes de las zonas rurales ascender en la clasificación de castas. Esta era ha marcado una época de aumento de los suicidios de agricultores y el "pueblo que desaparece".

### Adaptación al cambio climático
La mayor parte de la agricultura de subsistencia se practica en países en desarrollo ubicados en climas tropicales. Los efectos sobre la producción de cultivos provocados por el cambio climático serán más intensos en estas regiones, ya que las temperaturas extremas están vinculadas a rendimientos de cultivos más bajos. Los agricultores se han visto obligados a responder al aumento de las temperaturas a través de medidas como el aumento de la tierra y la mano de obra que amenazan la productividad a largo plazo. Las medidas de supervivencia en respuesta a climas variables pueden incluir la reducción del consumo diario de alimentos y la venta de ganado para compensar la disminución de la productividad. Estas respuestas a menudo amenazan el futuro de las granjas familiares en las siguientes temporadas, ya que muchos agricultores venderán animales de tiro utilizados como mano de obra y también consumirán semillas guardadas para la siembra. Es difícil determinar la magnitud total de los impactos futuros del cambio climático, ya que las pequeñas explotaciones agrícolas son sistemas complejos con muchas interacciones diferentes. Diferentes lugares tienen diferentes estrategias de adaptación a su disposición, como la sustitución de cultivos y ganado. Las tasas de producción de cultivos de cereales, como el trigo, la avena y el maíz, han disminuido en gran parte debido a los efectos del calor en la fertilidad de los cultivos. Esto ha obligado a muchos agricultores a cambiar a cultivos más tolerantes al calor para mantener los niveles de productividad. La sustitución de cultivos por alternativas tolerantes al calor limita la diversidad general de cultivos que se cultivan en fincas de pequeños agricultores. Dado que muchos agricultores cultivan para satisfacer las necesidades alimentarias diarias, esto puede tener un impacto negativo en la nutrición y la dieta de muchas familias que practican la agricultura de subsistencia.

## Tipos de agricultura de subsistencia

### Agricultura migratoria
En este tipo de agricultura, se despeja un trozo de tierra forestal mediante una combinación de tala (tala) y quema, y se cultivan cultivos. Después de 2 a 3 años, la fertilidad del suelo comienza a declinar, la tierra se abandona y el agricultor se traslada a limpiar una nueva parcela de tierra en otra parte del bosque a medida que continúa el proceso. Mientras la tierra se deja en barbecho, el bosque vuelve a crecer en el área despejada y se restaura la fertilidad del suelo y la biomasa. Después de una década o más, el agricultor puede regresar a la primera parcela de tierra. Esta forma de agricultura es sostenible en densidades de población bajas, pero las cargas de población más altas requieren un desmonte más frecuente, lo que evita que se recupere la fertilidad del suelo, abre más el dosel del bosque y fomenta el matorral a expensas de los árboles grandes, lo que finalmente da como resultado la deforestación y la erosión. La agricultura migratoria se llama dredd en India, ladang en Indonesia, milpa en Centroamérica y México y jhumming en el noreste de India.

### Agricultura primitiva
Si bien la técnica de "tala y quema" puede describir el método para abrir nuevas tierras, comúnmente los agricultores en cuestión tienen en existencia al mismo tiempo campos más pequeños, a veces simplemente jardines, cerca de la finca allí donde practican intensivo "no migratorio" técnicas hasta la escasez de campos donde puedan emplear "tala y quema" para limpiar la tierra y (mediante la quema) proporcionar fertilizante (ceniza). Dichos jardines cerca de la granja a menudo reciben desechos domésticos, y el estiércol de cualquier hogar, pollos o cabras se arroja inicialmente en pilas de abono solo para sacarlos del camino. Sin embargo, estos agricultores a menudo reconocen el valor de dicho abono y lo aplican con regularidad a sus campos más pequeños. También pueden regar parte de dichos campos si están cerca de una fuente de agua.
En algunas áreas de África tropical, al menos, estos campos más pequeños pueden ser aquellos en los que los cultivos se cultivan en camas elevadas. Por lo tanto, los agricultores que practican la agricultura de "tala y quema" suelen ser agricultores mucho más sofisticados de lo que sugiere el término agricultores de subsistencia de "tala y quema".

### Pastoreo nómada
En este tipo de agricultura la gente migra junto con sus animales de un lugar a otro en busca de forraje para sus animales. Generalmente crían ganado vacuno, ovino, caprino, camello y/o yaks para obtener leche, piel, carne y lana. Esta forma de vida es común en partes del centro y oeste de Asia, India, este y suroeste de África y norte de Eurasia. Algunos ejemplos son los nómadas Bhotiyas y Gujjars del Himalaya. Llevan sus pertenencias, como carpas, etc., a lomos de burros, caballos y camellos. En regiones montañosas, como el Tíbet y los Andes, se crían yaks y llamas. Los renos son el ganado en las áreas árticas y subárticas. Las ovejas, las cabras y los camellos son animales comunes, y el ganado vacuno y los caballos también son importantes.

### Agricultura intensiva de subsistencia
En la agricultura intensiva de subsistencia, el agricultor cultiva una pequeña parcela de tierra utilizando herramientas simples y más mano de obra. Clima con gran cantidad de días con sol y suelos fértiles, permite el cultivo de más de un cultivo al año en la misma parcela. Los agricultores utilizan sus pequeñas propiedades para producir lo suficiente para el consumo local, mientras que los productos restantes se utilizan para intercambiarlos por otros bienes. Da como resultado que se produzca mucha más comida por unidad de superficie en comparación con otros patrones de subsistencia. En la situación más intensiva, los agricultores pueden incluso crear terrazas a lo largo de laderas empinadas para cultivar arrozales. Estos campos se encuentran en partes de Asia densamente pobladas, como Filipinas. También pueden intensificarse mediante el uso de estiércol, riego artificial y desechos animales como fertilizante. La agricultura intensiva de subsistencia prevalece en las áreas densamente pobladas de las regiones monzónicas del sur, suroeste y sureste de Asia.

## Mitigación de la pobreza
La agricultura de subsistencia se puede utilizar como una estrategia de alivio de la pobreza, específicamente como una red de seguridad para las crisis de los precios de los alimentos y para la seguridad alimentaria. Los países pobres tienen recursos fiscales e institucionales limitados que les permitirían contener los aumentos de los precios internos y gestionar los programas de asistencia social, lo que a menudo se debe a que utilizan herramientas de política destinadas a países de ingresos medios y altos. Los países de bajos ingresos tienden a tener poblaciones en las que el 80% de los pobres se encuentran en áreas rurales y más del 90% de los hogares rurales tienen acceso a la tierra, sin embargo, la mayoría de estos pobres rurales tienen acceso insuficiente a los alimentos.  La agricultura de subsistencia se puede utilizar en países de bajos ingresos como parte de las respuestas políticas a una crisis alimentaria a corto y mediano plazo, y proporcionar una red de seguridad para los pobres en estos países. 

## Otras lecturas
- Charles Sellers (1991). The Market Revolution: Jacksonian America, 1815–1846 . Nueva York: Oxford University Press. (en inglés)
- Sir Albert Howard (1943). Un testamento agrícola . Prensa de la Universidad de Oxford. (en inglés)
- Tony Waters (2010). " Farmer Power: El continuo enfrentamiento entre agricultores de subsistencia y burócratas del desarrollo " (en inglés)
- Marvin P Miracle (mayo de 1968). "Agricultura de subsistencia: problemas analíticos y conceptos alternativos", American Journal of Agricultural Economics, págs. 292–310. (en inglés)

- Datos: Q2787508